# Vakahara Tomoja
Vakahara Tomoja (若原 智哉) (Kuszacu, 1999. december 28. –) japán válogatott labdarúgó.

## Klub
A labdarúgást a Kyoto Sanga FC csapatában kezdte.

## Nemzeti válogatott
A japán U20-as válogatott tagjaként részt vett a 2019-es U20-as labdarúgó-világbajnokságon.